# Black Love
Black Love é o quinto álbum de estúdio da banda The Afghan Whigs, lançado em 1996, pela Elektra Records, e produzido por Greg Dulli.
Antes do lançamento deste álbum, o líder da banda, Greg Dulli, estava considerando produzir um filme do gênero noir. Porém, este filme nunca foi feito. Este álbum surgiu a partir das ideias de Greg Dulli para a trilha sonora deste filme.
| Críticas profissionais                                                      | Críticas profissionais |
| Avaliações da crítica                                                       | Avaliações da crítica  |
| Fonte                                                                       | Avaliação              |
| --------------------------------------------------------------------------- | ---------------------- |
| Allmusic                                                                    | [ 1 ]                  |
| Rolling Stone                                                               | [ 2 ]                  |
| Esta tabela precisa de ser acompanhada por texto em prosa. Consulte o guia. |                        |

## Faixas
Todas as faixas foram compostas por Greg Dulli.
| N.º | Título                  | Duração |  |
| 1.  | "Crime Scene, Part One" | 5:59    |  |
| 2.  | "My Enemy"              | 3:10    |  |
| 3.  | "Double Day"            | 4:40    |  |
| 4.  | "Blame, Etc."           | 4:11    |  |
| 5.  | "Step Into The Light"   | 3:40    |  |
| 6.  | "Going To Town"         | 3:16    |  |
| 7.  | "Honky's Ladder"        | 4:15    |  |
| 8.  | "Night By Candlelight"  | 3:40    |  |
| 9.  | "Bulletproof"           | 6:37    |  |
| 10. | "Summer's Kiss"         | 3:55    |  |
| 11. | "Faded"                 | 8:25    |  |

## Créditos

### Integrantes
- Greg Dulli: guitarra, vocal, bateria, percussão, mixagem, guizo, tímpano, produção
- Rick McCollum: guitarra, dulcimer, pedal steel
- John Curley: baixo, harpa, guitarra, vocal, engenharia de som
- Paul Buchignani: bateria, conga, percussão

### Equipe adicional
- Happy Chichester: clavinete, piano rhodes, piano, órgão, vocal
- Danny Clinch: fotografia
- Doug Falsetti: percussão, vocal
- Don Farwell: engenharia de som
- Erik Flettrich:  engenharia de som
- Joe Hadlock: engenharia de som
- Ryan Hadlock: engenharia de som
- Barbara Hunter: violoncelo
- Jeff Kleinsmith: direção de arte
- Bob Ludwig: masterização
- Jeff Powell: engenharia de som, mixagem, vocal
- Jeffrey Reed: engenharia de som, efeitos sonoros
- Shawn Smith: vocal
- Aaron Warner:	engenharia de som